# Betsie Verwoerd
Elizabeth "Betsie" Verwoerd, (también Betsie Schoombie; 17 de mayo de 1901-29 de febrero de 2000) fue la esposa del primer ministro de Sudáfrica Hendrik Verwoerd, entre el 2 de septiembre de 1958 hasta el asesinato de éste el 6 de septiembre de 1966.

## Biografía
Betsie era de ascendencia danesa y nació el 17 de mayo de 1901 en Middelburg, en la Colonia del Cabo. Conoció a su esposo mientras ambos asistían a la Universidad de Stellenbosch a principios de la década de 1920. Se casaron el 7 de enero de 1927 en Hamburgo, Alemania, donde Hendrik estudiaba. La pareja regresó a Sudáfrica en 1928. Tuvieron siete hijos, cinco hijos y dos hijas. Una de sus hijas, Anna, se casó con Carel Boshoff, quien más tarde fundó el asentamiento afrikáner de Orania.
Su esposo fue asesinado en 1966. Tras esto, ocasionalmente Betsie realizó algunas tareas oficiales, como abrir la presa Hendrik Verwoerd (más tarde rebautizada Gariep Dam) en 1972. En 1991 se unió a la Iglesia Protestante Afrikáner y en 1992 se mudó a Orania, el asentamiento fundado por su yerno. Betsie mantuvo hasta su muerte un museo con objetos personales de su esposo. Fue visitada por el primer presidente de Sudáfrica elegido democráticamente, Nelson Mandela, en su casa en agosto de 1995. Su encuentro con Mandela fue interpretado como un gesto de reconciliación.
Betsie Verwoerd murió en su casa el 29 de febrero de 2000 a la edad de 98 años. Nelson Mandela expresó su tristeza por su muerte, afirmando que había quedado impresionado con su "pura hospitalidad afrikáner" cuando la visitó en 1995. Fue enterrada en Orania a las cuatro de la tarde del sábado 4 de marzo de 2000, después de lo cual se celebró un servicio conmemorativo al día siguiente en Pretoria.
Después de su muerte, su casa de la calle Amietis de Orania se convirtió en un museo. Una escuela primaria en Randfontein fue nombrada anteriormente en su honor; luego fue renombrada. Una calle en Goodwood, Ciudad del Cabo conserva su nombre.